# Tipula parisiensis
Tipula parisiensis är en tvåvingeart som först beskrevs av Carl Peter Thunberg 1784.  Tipula parisiensis ingår i släktet Tipula, ordningen tvåvingar, klassen egentliga insekter, fylumet leddjur och riket djur.
Artens utbredningsområde är Frankrike. Inga underarter finns listade i Catalogue of Life.